# اكضي (تيزونين)
اكضي هي إحدى مشيخات المملكة المغربية، تتبع جغرافيا لإقليم طاطا وإداريًا لتيزونين. يقدر عدد سكانها بـ 1083 نسمة حسب الإحصاء الرسمي للسكان والسكنى لسنة 2004.